# Mélissa Petitjean
 (août 2022).
Il peut être nécessaire de l'améliorer pour respecter le principe de neutralité de point de vue. Veuillez consulter la page de discussion pour plus de détails.

Pour les articles homonymes, voir Petitjean.
Mélissa Petitjean est une mixeuse/monteuse son française née le 12 juin 1978.

## Biographie
Après une classe préparatoire à Ciné-Sup à Nantes, Mélissa Petitjean entre à La Femis, dont elle sort diplômée en 2002.
En parallèle de ses activités d’ingénieure du son (mixage et montage), elle intervient auprès des étudiants de La Femis et de la CinéFabrique et, accessoirement, pratique le théâtre d’improvisation et coache plusieurs troupes à Paris.

## Filmographie partielle
- 2003 : Mods de Serge Bozon
- 2003 : Peau de cochon de Philippe Katerine
- 2007 : Un baiser, s'il vous plaît ! d'Emmanuel Mouret
- 2009 : À l'aventure de Jean-Claude Brisseau
- 2009 : Cendres et Sang de Fanny Ardant
- 2009 : Dans tes bras d'Hubert Gillet
- 2009 : Fais-moi plaisir ! d'Emmanuel Mouret
- 2010 : Les Mains libres de Brigitte Sy
- 2010 : Petit Tailleur de Louis Garrel
- 2011 : L'Art d'aimer d'Emmanuel Mouret
- 2011 : Jimmy Rivière de Teddy Lussi-Modeste
- 2012 : Chercher le garçon de Dorothée Sebbagh
- 2012 : La Dernière Fois que j'ai vu Macao (A Última Vez Que Vi Macau) de João Pedro Rodrigues et João Rui Guerra da Mata
- 2013 : La Belle Vie de Jean Denizot
- 2013 : Michael Kohlhaas d'Arnaud des Pallières
- 2013 : La Fugue, court métrage de Jean-Bernard Marlin
- 2013 : Notre monde de Thomas Lacoste
- 2013 : Une autre vie d'Emmanuel Mouret
- 2014 : Fidelio, l'odyssée d'Alice de Lucie Borleteau
- 2014 : Le Grand Homme de Sarah Leonor
- 2015 : À la recherche de l'ultra-sex de Nicolas Charlet et Bruno Lavaine
- 2015 : L'Astragale de Brigitte Sy
- 2015 : Les Deux Amis de Louis Garrel
- 2015 : Paris-Willouby d'Arthur Delaire et Quentin Reynaud
- 2017 : Orpheline d'Arnaud des Pallières
- 2017 : L'Atelier de Laurent Cantet
- 2018 : Zero Impunity de Nicolas Blies et Stephane Hueber-Blies
- 2018 : Mademoiselle de Joncquières d'Emmanuel Mouret
- 2018 : Domingo de Felipe Barbosa et Clara Linhart
- 2019 : Liberté d'Albert Serra
- 2021 : Gagarine de Fanny Liatard et Jerémy Trouilh
- 2021 : Cigare au miel de Kamir Aïnouz
- 2021 : Mizrahim de Michale Boganim
- 2021 : Indes galantes, documentaire de Philippe Béziat
- 2021 : Marcher sur l'eau d'Aïssa Maïga
- 2022 : Journal d'Amérique d'Arnaud des Pallières

## Distinctions

### Récompenses
- César 2014 : César du meilleur son pour Michael Kohlhaas[3]

### Décorations
- Chevalier de l'ordre national du Mérite Elle est faite chevalier le 15 novembre 2018[4].